# المجادل
المجادل (به عربی: المجادل) یک منطقهٔ مسکونی در لبنان است که در شهرستان صور واقع شده‌است.